# Chiesa di Santa Maria Nascente (Gazzuolo)
La chiesa di Santa Maria Nascente è la parrocchiale di Gazzuolo, in provincia di Mantova e diocesi di Cremona; fa parte della zona pastorale 5.

## Storia e descrizione
Venne edificata a navata unica nel 1664 ed ampliata in epoche successive.
All'interno, in stile barocco, sono presenti sette cappelle laterali e un dipinto del pittore Marcantonio Ghislina (1676-1756). Nella cappella di Santa Maria della Carità, patrona di Gazzuolo, sono presenti dal 1664 le reliquie della martire (martirizzata a Roma sotto l'imperatore Adriano nel 123 d.c.) e un crocifisso ligneo del XVII secolo.